# Supercopa de Campeones Intercontinentales
La Supercopa de Campeones Intercontinentales, también llamada Recopa de Campeones Intercontinentales o Recopa Intercontinental[cita requerida], fue una competición internacional extinta, disputada en 1968 y 1969. Esta copa fue oficializada por la Conmebol décadas después, en septiembre de 2005, considerándola un torneo oficial más para este organismo.
Este torneo surgió por iniciativa de Peñarol, Racing Club y Santos, equipos que precisamente disputarían su primera edición. La copa buscaba enfrentar a los campeones de la Copa Intercontinental, que había iniciado 7 años antes.
La primera edición (1968) se disputó de forma parcialmente completa, exceptuando que el Real Madrid se opuso a disputarla y el Inter de Milán clasificó directo a la final sin disputar la "Zona Europea" de la copa, en la que perdería con Santos. No obstante, el Inter se bajaría del torneo luego de la primera final y se finalizó la copa sin realizar la segunda final programada. Su segunda y última edición (1969) directamente no tuvo "Zona Europea", debido a que los clubes de aquel continente no tenían interés en participar. Por tal motivo, la Conmebol nombró como ganador al primer equipo de la Zona Sudamericana, Peñarol, a pesar de declarar la competición como inconclusa.[cita requerida]

## Historia
Esta copa fue ideada por los dirigentes de los tres equipos sudamericanos que se habían consagrado campeones de la Copa Intercontinental: Peñarol, Santos FC y Racing Club. La idea de estas tres instituciones era sacar provecho de esa competición que ganaron los dos primeros en dos ocasiones y el último en una. El torneo fue presentado en Buenos Aires en noviembre de 1968 por los dirigentes de los dos clubes rioplatenses, anunciando que Estudiantes, que había ganado recientemente la Copa Europeo-Sudamericana, disputaría una próxima edición. La propuesta tuvo una buena recepción por parte de la CONMEBOL, quien se puso en contacto con la UEFA para organizar la competición.
Previamente, en 1964, se disputó la primera edición de la Copa Iberoamericana, competición en la que participaron River Plate de Argentina,  Boca Juniors de Argentina, Botafogo de Brasil, y el Barcelona de España. Los tres primeros equipos quedaron empatados a puntos y por lo tanto River Plate fue campeón por diferencia de gol. Su segunda edición no tendría lugar hasta 1994. Fue el segundo torneo organizado en conjunto por la CONMEBOL y la UEFA, después de la Copa Intercontinental.
Este título fue olvidado durante mucho tiempo. En 2005 la CONMEBOL reconoció los títulos obtenidos por los campeones y lo tomó en cuenta para su ranking de clubes.

### 1968: Primera edición
Tras la exitosa gestión de Peñarol, Racing y Santos, se realizó la primera edición de la copa, con el visto bueno de las dos confederaciones: Conmebol y UEFA.
Los tres equipos sudamericanos conformaron la "Zona Sudamericana", en la que el ganador accedería a una final ante el eventual ganador de la "Zona Europea". Se invitó al Real Madrid y al Inter de Milán para participar, pero el primero de ellos desistió de competir, por lo que dicha zona no se disputó y el equipo italiano disputó la final ante el ganador sudamericano, Santos.
La final de la "Zona Intercontinental" se disputó en el Stadio Giuseppe Meazza el 24 de junio de 1969, con victoria para el equipo brasileño por 1 a 0.

#### Zona Sudamericana
| Equipo      | Pts | PJ | PG | PE | PP | GF | GC | Dif |
| ----------- | --- | -- | -- | -- | -- | -- | -- | --- |
| Santos      | 6   | 4  | 3  | 0  | 1  | 6  | 5  | +1  |
| Peñarol     | 5   | 4  | 2  | 1  | 1  | 7  | 2  | +5  |
| Racing Club | 1   | 4  | 0  | 1  | 3  | 3  | 9  | -6  |

- Santos clasifica a la Zona Intercontinental al ganar la Zona de su continente.

#### Zona Europea
El Inter clasifica directamente al rechazar el Real Madrid jugar la final por esta zona.

#### Zona Intercontinental
| 24 de junio de 1969 | Inter de Milán | 0:1 (0:0) | Santos      | Stadio Giuseppe Meazza, Milán                                            |                                                                          |
|                     |                |           | Toninho 57' | Asistencia: 44 774 espectadores Árbitro(s): José Mario Ortiz de Mendibil | Asistencia: 44 774 espectadores Árbitro(s): José Mario Ortiz de Mendibil |

Como estaba programado un partido de vuelta, en el mes de septiembre en Nápoles, Italia, que no fue jugado por decisión del Inter, no hubo vuelta olímpica en ese partido. Tal vez por este motivo y porque la siguiente edición directamente no contara con equipos europeos, fuera la razón por la cual no se reconoció este título por tanto tiempo. Tiempo después se declaró campeón al equipo de Pelé, que conseguía su quinto título internacional en la década de 1960, sumando dos Copas Libertadores y dos Intercontinentales.

### 1969: Edición sudamericana y fin del torneo
Tras la particular edición de 1968, su organización afrontaba el desafío de consolidar este certamen y cumplir con el fixture planificado. En este año, participaron únicamente cuatro equipos sudamericanos: Santos FC, Peñarol, Racing Club y Estudiantes.
La "Zona Europea" (que debía ser disputada por Real Madrid, Inter de Milán y AC Milan, no se disputó. Los clubes europeos invitados rechazaron su participación, esta vez debido a que se estaban jugando las eliminatorias Europeas para el mundial del siguiente año.
Por consiguiente, tampoco hubo "Zona Intercontinental" con el enfrentamiento entre los equipos de ambas confederaciones. La organización determinó entregarle la copa al primero de la "Zona Sudamericana", que habría clasificado a la eventual final, en este caso Peñarol de Uruguay, segundo y último campeón del torneo.
Adicionalmente, Estudiantes y Santos tampoco disputaron el último partido de su zona, que debió realizarse el 8 de enero, pdebido a que ya no tenían posibilidades de ganar la zona. En un partido de esta Zona Pelé marco su gol número 1001 en su carrera futbolística.

#### Zona Sudamericana
| Equipo      | Pts | PJ | PG | PE | PP | GF | GC | Dif |
| ----------- | --- | -- | -- | -- | -- | -- | -- | --- |
| Peñarol     | 9   | 6  | 4  | 1  | 1  | 11 | 6  | +5  |
| Racing Club | 8   | 6  | 3  | 2  | 1  | 6  | 5  | +1  |
| Estudiantes | 3   | 5  | 1  | 1  | 3  | 5  | 7  | -2  |
| Santos      | 2   | 5  | 1  | 0  | 4  | 5  | 9  | -4  |

La CONMEBOL organizó un fixture de una eventual tercer Supercopa de Campeones Intercontinentales que hubiera tenido el mismo formato que las otras pero no se llevó a cabo debido al desinterés de los equipos europeos.[cita requerida]
En principio sería disputada a fines de 1970, pero se postergó en un principio para febrero, luego para marzo y después para abril de 1971, siendo finalmente cancelada.
En esta tercera edición iban a participar en la Zona Sudamericana los cuatro equipos que habían disputado la anterior edición y en la Zona Europea Inter, Real Madrid, AC Milan y Feyenoord, campeón de la Copa Intercontinental de 1970.

## Campeones
| Año          | Campeón           | Resultado | Subcampeón              |
| ------------ | ----------------- | --------- | ----------------------- |
| 1968 Detalle | Santos Brasil     | 1:0       | Inter de Milán · Italia |
| 1969 Detalle | Peñarol · Uruguay | Liga      | Racing Club Argentina   |

### Palmarés
| Equipo         | Títulos | Subtítulos | Años campeón |
| -------------- | ------- | ---------- | ------------ |
| Santos         | 1       | -          | 1968         |
| Peñarol        | 1       | -          | 1969         |
| Inter de Milán | -       | 1          | -            |
| Racing Club    | -       | 1          | -            |

### Tabla histórica de puntos
| Equipo | Equipo         | Part. | PJ | PG | PE | PP | GF | GC | Dif. | Puntos | Títulos |
| ------ | -------------- | ----- | -- | -- | -- | -- | -- | -- | ---- | ------ | ------- |
| 1°     | Peñarol        | 2     | 10 | 6  | 2  | 2  | 18 | 8  | +10  | 14     | 1       |
| 2°     | Santos         | 2     | 10 | 5  | 0  | 5  | 12 | 14 | –2   | 10     | 1       |
| 3°     | Racing Club    | 2     | 10 | 3  | 3  | 4  | 9  | 14 | –5   | 9      | –       |
| 4°     | Estudiantes    | 1     | 5  | 1  | 1  | 3  | 5  | 7  | –2   | 3      | –       |
| 5°     | Inter de Milán | 2     | 1  | 1  | 0  | 1  | 0  | 1  | –1   | 2      | –       |
| 6°     | Real Madrid    | 2     | 0  | 0  | 0  | 0  | 0  | 0  | 0    | 0      | –       |
| 7      | AC Milan       | 1     | 0  | 0  | 0  | 0  | 0  | 0  | 0    | 0      | –       |

Leyenda:
Partido Ganado: 2 puntos.
Partido Empatado: 1 punto.

## Goleadores

### Por edición
| Edición | Goleador                                    | Club                       | Goles |
| ------- | ------------------------------------------- | -------------------------- | ----- |
| 1968    | Pedro Rocha Walter Machado da Silva Toninho | Peñarol Racing Club Santos | 3     |
| 1969    | Pedro Rocha                                 | Peñarol                    | 6     |

### Máximos goleadores
El goleador histórico de esta competición es Pedro Rocha, de Peñarol que marcó 9 goles en total y participó en las dos ediciones.
| Jugador                 | Equipo      | Goles |
| ----------------------- | ----------- | ----- |
| Pedro Virgilio Rocha    | Peñarol     | 9     |
| Walter Machado da Silva | Racing Club | 5     |
| Alberto Spencer         | Peñarol     | 4     |
| Pelé                    | Santos      | 3     |
| Toninho                 | Santos      | 3     |
| Juan Ramón Verón        | Estudiantes | 3     |

## Torneo homónimo (sigloXXI)
En el año 2006 los dirigentes de Boca Juniors dialogaron con el Liverpool para ponerse de acuerdo en la que sería otra competición internacional oficial: la Recopa Intercontinental, que en este caso enfrentaría al ganador de la Recopa Sudamericana 2005 contra el campeón de la Supercopa Europea de 2005. El equipo argentino se clasificó a la primera al ganar la Copa Sudamericana 2004 y el conjunto inglés calificó a la segunda al haber ganado la Liga de Campeones de Europa de 2005. Esta competición no se realizó por diversas razones: la cesión de jugadores al seleccionado nacional que el Liverpool haría para la fecha en que se tenía planeada disputar la competición, la desorganización en cuanto al lugar donde se disputarían los partidos de ida y vuelta (se propuso jugarla en Miami, en Los Ángeles o en el Estadio Santiago Bernabéu), y en cuanto el rival de Boca (como la competición no se realizaba por problemas de calendario del Liverpool, se propusieron otros rivales como el CSKA de Moscú y el Sevilla FC), la iniciativa de crear una nueva copa en el ámbito de dos calendarios muy completos como son los de la UEFA y la CONMEBOL o la propuesta de que este torneo sustituya a la Copa Intercontinental o al torneo que se dispute en ese año a nivel mundial (en este año se disputó la Copa Mundial de Clubes de la FIFA).